# Cirroteuthis mulleri
Cirroteuthis mulleri är en bläckfiskart som beskrevs av Eschricht 1836. Cirroteuthis mulleri ingår i släktet Cirroteuthis och familjen Cirroteuthidae. Inga underarter finns listade i Catalogue of Life.